# 닭고기 야사
닭고기 야사(-yassa)는 닭고기를 주재료로 한 야사이다. 기니에서는 풀레 야사(프랑스어: poulet yassa)로 불리며, 국민 음식으로 여겨진다.

## 이름
지역에 따라 치킨 야사(영어: chicken yassa), 야사 오 풀레(프랑스어: yassa au poulet), 풀레 야사(프랑스어: poulet yassa), 야사 기나르(월로프어: yassa ginar) 등으로 불린다. 모두 "닭고기 야사"라는 뜻이다.

## 만들기
닭고기를 양파와 함께 레몬 즙 또는 라임 즙, 기름, 머스터드, 마늘과 고추 등 향신채, 월계수 잎 등을 넣어 만든 마리네이드에 재어 뒀다가, 꺼내 기름에 지지고, 고기를 지진 팬에 양파를 볶다가 고기를 다시 넣고 남은 양념과 닭육수 등을 부어어 졸여 낸다. 올리브 등을 넣어 함께 익히기도 한다. 주로 쌀밥과 함께 먹는다.

## 사진

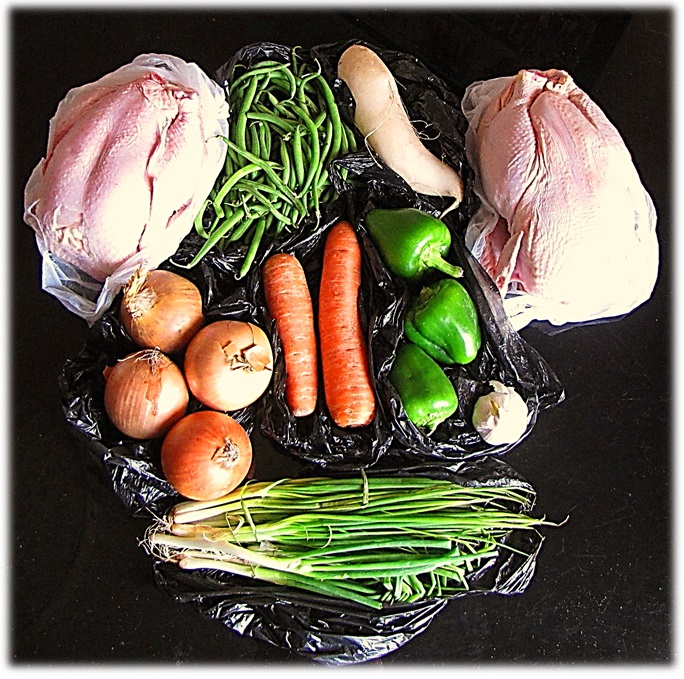
풀레 야사 재료(닭고기, 채소)
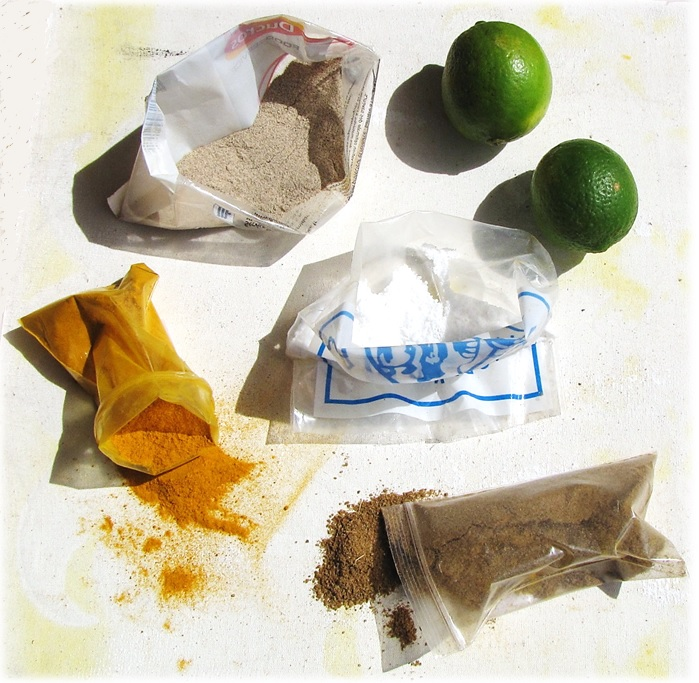
풀레 야사 재료(양념)